# Afrikai álarcosbagoly
Az afrikai álarcosbagoly (Phodilus prigoginei) a madarak osztályának bagolyalakúak (Strigiformes)  rendjébe és a gyöngybagolyfélék (Tytonidae) családjába tartozó faj.

## Rendszerezése
A fajt Henri Schouteden belga ornitológus írta le 1952-ben. Egyes szervezetek a Tyto nembe sorolják Tyto prigoginei néven. Tudományos faji nevét Alexandre Prigogine tiszteletére kapta.

## Előfordulása
Közép-Afrikában, a Kongói Demokratikus Köztársaság területén honos. Burundi és Ruandai jelenléte bizonytalan. A természetes élőhelye szubtrópusi és trópusi hegyi esőerdők, valamint magaslati legelők.

## Megjelenése
Testhossza 23-25 centiméter, testtömege 195 gramm.